# Исидор Бајић
Исидор Бајић (Кула, 16. август 1878 — Нови Сад, 15. септембар 1915) био је српски композитор, учитељ, педагог, мелограф и издавач. Основао је и био први директор Музичке школе у Новом Саду, једне од првих таквих институција на тлу Војводине.

## Биографија
Гимназију је завршио у Новом Саду, а дипломирао је на Музичкој академији у Будимпешти. Од 1901. до 1915. године радио је у Великој српској православној гимназији у Новом Саду (данас гимназија Јован Јовановић Змај) као учитељ певања и појања, диригент ученичких хорова, гудачког и тамбурашког оркестра, хора СЗПД Невен и организатор Светосавских беседа. Помагао је даровитим ученицима у њиховим првим композиторским корацима. Као резултат Бајићевог педагошког рада настао је Пројекат за промену учења појања и певања у Великој српској православној гимназији (1912). Основао је музичку школу у Новом Саду, 17. октобра 1909. године, после Школе пјенија Александра Морфидиса-Нисиса, прву институцију тог типа на тлу Војводине (Србија).
У скоро свим периодичним часописима и дневној штампи тога времена (Бранково коло, Летопис Матице српске, Застава, Слога) објављивао је текстове из области музике и музичке педагогије (Певање као педагошко средство и корист његова, Како треба учити музику у препарандији и богословији, Наше црквено појање и друге). Низ чланака о Савезу српских певачких друштава проузроковали су оштру јавну полемику са Петром Коњовићем. Покренуо је нотну едицију Српска музичка библиотека и часопис Српски музички лист (у историји српског издаваштва, хронолошки трећи музички лист у Срба). Написао је и објавио два уџбеника: Клавир и учење клавира (1901) и Теорија правилног нотног певања (1904).
Записивао је народне и српске црквене мелодије и користио их у својим композицијама за клавир, хорским делима, комадима са певањем и у опери Кнез Иво од Семберије. Српско црквено појање је упоређивао са појањем других народа на путовању за Хиландар са хором карловачких богослова у лето 1911. године. Обраћао се лично Лукијану Богдановићу, православном епископу будимском, у вези са предлогом за редиговање српског црквеног појања (1907).

## Опус
- Циклуси соло песама:
  - Песме љубави
  - Албум песама у духу српских народних песама
  - Српске народне песме из Мокрањчевих руковети
  - Сељанчице
  - Јесен стиже дуњо моја
- Клавирске композиције:
  - Албум композиција за гласовир
  - За Косово-Куманово, за Сливницу-Брегалницу
  - Српска рапсодија
- Камерна дела:
  - Песма без речи
  - Романса
- Оркестарска дела:
  - Магла пала
  - Елегија
  - Опроштајни поздрав Драги Ружицки
- Хорске композиције:
  - Песма о песми
  - Ловачки збор
  - Божествена литургија
  - Гусларева смрт
  - Из мога даковања
  - Из моје градине
- Комаде са певањем:
  - Ђидо
  - Ракија
  - Мена
  - Дивљуша
- Опере:
  - Кнез Иво од Семберије

Извори: